# Райнер Иосиф Австрийский
Райнер Иосиф Иоганн Михаэль Франц Иеронимус Австрийский (нем. Rainer Joseph Johann Michael Franz Hieronymus von Österreich; 30 сентября 1783, Пиза, Тоскана — 16 января 1853, Больцано, Цислейтания) — эрцгерцог Австрии, принц Венгрии и Богемии, вице-король Ломбардо-Венецианский.

## Биография
Райнер Иосиф был одним из младших сыновей императора Леопольда II и Марии Луизы. Несмотря на то, что страдал эпилепсией, сумел сделать военную карьеру.
С 1818 по 1848 годы был вице-королём входившего в состав Австрийской империи Ломбардо-Венецианского королевства; его деятельность на этом посту стала одной из причин революции 1848 года в Северной Италии.
В 1830 году стал инициатором перестройки имения Хернштайн в роскошную дворцовую резиденцию.

## Семья
28 мая 1820 года Райнер Иосиф женился в Праге на Марии Елизавете Савойской-Кариньяно. У них было восемь детей:
- Мария Каролина (6 февраля 1821 — 23 января 1844), умерла незамужней
- Адельгейда (3 июня 1822 — 20 января 1855), которая в 1842 году вышла замуж за сардинского короля Виктора Эммануила II, впоследствии — первого короля единой Италии
- Леопольд Людвиг (6 июня 1823 — 24 мая 1898), который в 1864—1868 годах был главнокомандующим австро-венгерским флотом
- Эрнст Карл (8 августа 1824 — 4 апреля 1899), фельдмаршал-лейтенант
- Сигизмунд Леопольд (7 января 1826 — 15 декабря 1891), фельдмаршал-лейтенант
- Райнер Фердинанд (11 января 1827 — 27 января 1913), министр-президент Австрии в 1859—1861
- Генрих Антон (9 мая 1828 — 30 ноября 1891), фельдмаршал-лейтенант
- Максимилиан Карл (16 января 1830 — 16 марта 1839)